# Kunststoffgeldschein

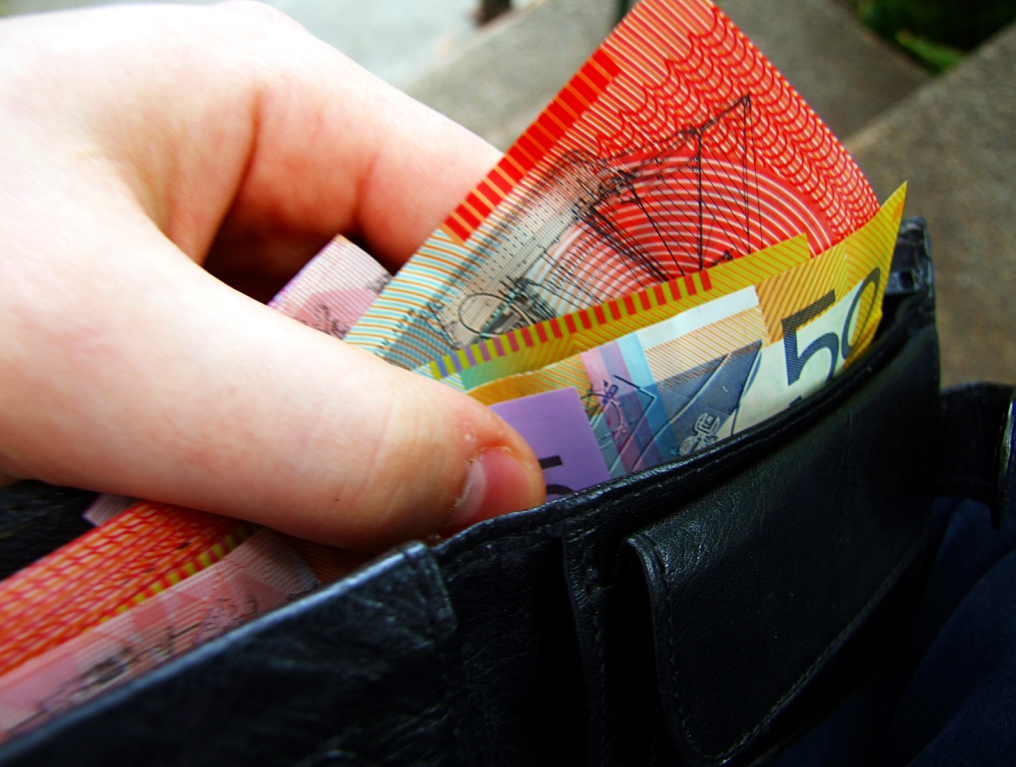
Verschiedene australische Kunststoffgeldscheine in Verwendung

Kunststoffgeldscheine, auch als Plastik-Banknoten oder Polymer-Banknoten bezeichnet, sind Geldscheine, die nicht aus Baumwolle oder Papier, sondern aus einer Kunststoff-Folie bestehen. Diese Banknoten sind aus biaxial gerecktem Polypropylen (BOPP), das die Haltbarkeit der Banknoten erhöht. Zusätzlich sind neue Sicherheitsfunktionen möglich, die mit Papiernoten nicht oder nur schwer umsetzbar sind.
Die ersten Kunststoffscheine aus BOPP wurden von der Reserve Bank of Australia (RBA) und der Commonwealth Scientific and Industrial Research Organisation (CSIRO) entwickelt und am 27. Januar 1988 in Umlauf gebracht. Zusammen mit Innovia Films hat die RBA die Firma Securency gegründet, die das Kunststoffgeld unter der Marke „Guardian“ an andere Staaten vertreibt. Die Firma Note Printing Australia, eine Tochtergesellschaft der RBA, produziert auch für Länder ohne eigene Druckereien Banknoten.
Banknoten aus Polyethylen (PE), von DuPont als „Tyvek“ vermarktet, waren schon Ende der 1970er Jahre von der American Bank Note Company entwickelt worden. Tyvek war aber in Versuchen nicht erfolgreich genug, die Tinte war verwischbar und es ließ sich zerreißen. Nur Haiti, Costa Rica und die Isle of Man hatten Banknoten aus PE für einige Zeit im Umlauf; diese sind heute Sammlerobjekte.

## Herstellung

### Material
Heutige Kunststoffgeldscheine bestehen aus biaxial gerecktem Polypropylen (BOPP, biaxially oriented polypropylene), die Bezeichnung dafür lautet Guardian. Der führende Hersteller von BOPP ist das belgische Unternehmen Innovia Films.
Ausgangsstoff für Polypropylen ist der Kohlenwasserstoff Propen, ein Gas, das beim Raffinieren von Erdöl gewonnen wird. Zur Herstellung von BOPP wird das Propen im Vakuum polymerisiert. Bei dem Produkt der Polymerisation handelt es sich allerdings nur um den schlecht bedruckbaren Kern der Folie.

### Beschichtung
Der Kern der Folie wird mit einer Beschichtung versehen, um die Bedruckbarkeit zu verbessern. Bei diesem „Coating“ handelt es sich um Polypropylen anderer Taktizität und Polyethylen. Das Polymercoating wird bis zu einer Schichtdicke von in der Regel etwa 1 µm mehrfach flächig aufgetragen, wobei erst durch das Coating das Polypropylen seine Durchsichtigkeit verliert. An Stellen, an denen später ein Durchsichtfenster sein soll, wird weiträumig auf das Coating verzichtet. Um das Durchsichtfenster zu bedrucken, wird in einem zusätzlichen Schritt das Coating lokal aufgetragen, wobei dieses deutlich dicker ist als an anderen Stellen.

### Sicherheitsmerkmale
Traditionelle Sicherheitsmerkmale von Banknoten können teilweise auch bei Kunststoffgeld verwendet werden. Dazu gehören Offset-, Tief- und Hochdruck, Schwarzlicht-Bilder etc.
- Neue Sicherheitsmerkmale, die mit Papier nicht in diesem Umfang möglich sind, sind zum Beispiel transparente Ausschnitte und Beugungsgitter. Am beliebtesten und effektivsten ist das durchsichtige Fenster. Es kann alle Abstufungen von Transparenz tragen. Üblicherweise hat es eine komplexe Form um die anderen Design-Elemente der Note zu unterstützen. Oft wird es mit einer fühlbaren Prägung, einem Hologramm oder einem Filterelement versehen, das von komplexen Offsetdruckmustern umgeben ist.
- Das Hologramm ist ein Mechanismus, der sichtbares Licht in seine Spektralfarben zerlegt und hochauflösende, manchmal dreidimensionale Bilder trägt. Wird es im durchsichtigen Fenster platziert, kann es von beiden Seiten der Note gesehen werden.
- Die selbstauthentifizierende Funktion oder Metamerischer Filter sind im durchsichtigen Fenster platziert. Mikroskopisch feine, meist farbige Linien werden verwendet, um versteckte Bilder der gegenüberliegenden Seite sichtbar zu machen, wenn die Note gefaltet wird. Wird manchmal mit einer Prägung kombiniert.
- Mikrodruck kann mit einer Lupe gelesen werden. Wird meist in der Nähe von Porträts, in der Wertangabe oder als schmale Linie unter oder über Text oder grafischen Elementen gefunden.
- Der Kippeffekt wird kombiniert mit einem reflektierenden metallischen Substrat, um Farben oder Formen bei verschiedenen Beleuchtungs- und Blickwinkeln zu verändern.
- Das Latenzbild ist nur sichtbar in Verbindung mit starkem Lichteinfall, wenn die Note flach vor das Auge gehalten wird. Zu finden in der Wertangabe und als Banknamen.
- Das Durchsichtregister formt mit Elementen der einen Seite durch Kombination ein neues Bild mit Elementen der anderen Seite, wenn die Note gegen das Licht gehalten wird.
- Das Schattenbild ist ähnlich einem Wasserzeichen und sichtbar, wenn die Note gegen das Licht gehalten wird – meist bei Wappen, der Wertangabe oder bei Porträts.
- Die Imitation des Sicherheitsfadens ist ebenfalls ein Unterdruck und gegen das Licht sichtbar. Wird oft kombiniert mit Mikrodruck. Üblicherweise magnetisch und wird von Zähl- und Sortiermaschinen gelesen.
- Spezialtinte, die ihre Farbe unter verschiedenen Blickwinkeln verändert, unübliche Farbmischungen und das Einbringen von magnetischen Partikeln werden verwendet, aber selten beschrieben.
- Fluoreszierende Tinte wird verwendet, um versteckte farbige Bilder, Zahlen, Seriennummern usw. auf eine Note zu drucken. Sichtbar nur unter ultraviolettem Licht.
- Mehrfarbige feine Linien, auch Guilloche genannt, Anti-Kopierer-, Anti-Scanner-Muster werden als Unterdruck auf jeder Seite der Note verwendet.
- Mikro-Perforation ist nur sichtbar, wenn die Note gegen das Licht gehalten wird. Zeigt üblicherweise die Wertangabe.
- Irisierender Streifen. Wenn unter hellem Licht gekippt, erscheint ein glänzender Streifen, der ein wenig aber deutlich erkennbar die Farbe ändert.
- Das diffraktive optische Element, kurz DOE genannt, ist eine holographische Struktur auf der Oberfläche des durchsichtigen Fensters. Ein handelsüblicher Laserpointer kann ein Bild auf eine nahe Oberfläche projizieren.
- Der metallische Patch dient als Plattform für weitere Sicherheitsmerkmale. Er produziert einen optisch veränderlichen Farbeffekt, wenn man sehr schräg auf die Note schaut.
- Das Omron, auch EURion genannt, -CDS oder -Fälschungsabschreckungsmittelsystem ist ein Muster von gelben Punkten oder Ringen, das moderne Fotokopierer und Software erkennen, um das Kopieren zu verhindern.

Aufgrund dieser Komplexität ist es nicht möglich, Kunststoffgeldscheine mit einfachen Mitteln wie Farbkopierern zu reproduzieren, und Fälschungen sind leicht zu erkennen.
- Insbesondere substratintegrierte Sicherheitsmerkmale mit hohem Erkennungswert, wie Wasserzeichen und echte Sicherheitsfäden, sind in Kunststoffbanknoten nicht zu verwirklichen.
- Ein wichtiges Sicherheitsmerkmal, welches nur eingeschränkt bei Kunststoffgeld zu verwirklichen ist, ist der Stichtiefdruck. Die übliche Verprägung bei Papierbanknoten ist bei Polypropylen nicht möglich. Die fühlbare Struktur auf Kunststoffgeldscheinen rührt nur von dem Farbauftrag her, welcher sich im Umlauf jedoch schneller als bei Papiernoten abreibt.

## Verbreitung
In Australien, Brunei, Kanada, Papua-Neuguinea, Neuseeland, Rumänien und Vietnam wurde der Bargeldbestand bereits vollständig auf Kunststoffgeldscheine umgestellt.
Bangladesch, Chile, China, Indien, Indonesien, Kuwait, Malaysia, Mexiko, Nepal, die Philippinen, die Salomonen, Singapur, Sri Lanka, Taiwan, Thailand und Samoa und weitere Länder führen entweder Kunststoffbanknoten ein oder haben dies geplant.

Polymerbanknote 1 Leu aus Rumänien, ausgegeben am 1. Juli 2005 (Ausschnitt)

- 1988: Australien feiert 200 Jahre Besiedlung durch Europäer und zirkuliert zu diesem Anlass eine AUD 10,00 mit Sondermotiv aus synthetischem Polymer mit Sichtfenster und Hologramm
- 1996: Australien ist das erste Land mit einem kompletten Satz an synthetischen Polymer-Banknoten.
- 1999: Neuseeland folgt, angefangen mit einem 20-$-Schein.
- 1999: Rumänien stellt als erstes europäisches Land komplett auf synthetische Polymer-Banknoten um.
- 1999: Taiwan gibt einen 50-Yuan-Schein aus, um das 50. Jubiläum der Ausgabe des Neuen Taiwan-Dollars zu feiern.
- 2000: Die Volksrepublik China gibt einen 100-Yuan-Schein heraus, um das neue Jahrtausend zu feiern.
- 2000: Nordirland und Neuseeland geben ebenfalls eine spezielle synthetische Polymer-Banknote heraus, um das neue Jahrtausend zu feiern. Die Fünf-Pfund-Note in Nordirland ist die einzige der Northern Bank, die vom Umtausch der Banknoten nach dem Bankraub von 26,5 Millionen Pfund im Dezember 2004[2] nicht betroffen sein wird.
- April 2000: Brasilien gibt eine 10-Reais-Note heraus, um der Ankunft portugiesischer Entdecker vor 500 Jahren zu gedenken. Nach negativen Erfahrungen hinsichtlich der Haltbarkeit kehrte man allerdings wieder zu den konventionellen Banknoten zurück. Die synthetische Polymerbanknote ist nur noch selten anzutreffen.
- 2003: Sambia führt als erstes afrikanisches Land zwei synthetische Polymer-Banknoten ein.
- 2003: Rumänien gibt als erstes Land infolge einer Inflation eine synthetische Polymerbanknote zu 1 Million Lei aus, das höchste Nominal auf Kunststoffbanknoten, was ausgegeben wurde. (Stand 2005)
- 2005: Rumänien gibt als erstes Land einen zweiten Satz an synthetischen Polymer-Banknoten heraus und streicht infolge der Inflation 4 Nullen.
- 2005: Papua-Neuguinea erweitert zum 30-jährigen Jubiläum seiner Unabhängigkeit die Nominalkette mit einer weiteren Kunststoffnote zu 100 Kina.
- 2006: Mexiko führt im November die 50-Peso-Banknote ein.
- 2007: Nigeria führt am 28. Februar eine Note zu 20 Naira ein; die Werte zu 5, 10 und 50 Naira folgen erst am 30. September 2009.
- 2008: Israel folgt, angefangen mit einem 20-Schekel-Schein.
- 2009: Indien führt den 10-Rupien-Schein ein[3]
- 2009: Nicaragua folgt, die Werte über 10, 20 und 200 Córdobas bestehen nun aus Polymer.
- 2009: Paraguay hat im Dezember einen Schein über 2000 PYG eingeführt.
- 2011: Kanada hat am 14. November einen Schein über 100 Dollar eingeführt. Am 26. März 2012 wurde der 50-$-Schein und am 7. November der 20-$-Schein herausgegeben. Die restlichen Noten (10 und 5 Dollar) folgten am 7. November 2013.
- 2013: Am 2. Januar beginnt in Fidschi die Zirkulation der neuen Fidschi-Dollar-Serie. Zu dieser Serie mit „Flora und Fauna“-Motiven gehört als einzige Polymerbanknote ein grüner 5-Dollar-Schein, dessen Einführung jedoch auf April verschoben wird.[4]
- 2013: Mauritius stellt im September drei Banknoten auf Polymer um: 25, 50 und 500 Rupien.[5][6]

- 2015: Die Malediven kündigen die Einführung einer neuen Banknotenserie an; der 5 Rufiyaa-Schein wird nicht weiter gedruckt, stattdessen wird eine Banknote zu 1000 Rufiyaa in Umlauf gebracht[7]
- 2016: In Großbritannien wird eine Fünf-Pfund-Banknote aus Polymer eingeführt, diese enthält jedoch tierischen Talg, was Kritik bei Veganern auslöst.[8]
- 2018: Nordmazedonien
- 2020: Namibia mit einem 30-Namibia-Dollar-Schein

## Geschichte

### Erste Entwicklungsschritte
Schon als 1967 in Australien die ersten großen Mengen gefälschter 10-$-Noten gefunden wurden und die RBA über die Einführung der Farbkopierer nicht gerade begeistert war, wurden die ersten Überlegungen zu fälschungssicherem Geld begonnen. Im Jahr darauf begann die RBA eine Kooperation mit CSIRO, und ab 1969 wurde die versuchsweise Produktion von markanterem Papier aufgenommen.
Die Einarbeitung von Hologrammen, die je nach Blickwinkel das Bild ändern, wurde 1972 vorgeschlagen. 1974 wurde das Laminieren als Technik entwickelt, um die verschiedenen Materialien zusammenzufassen. Als umschließendes Material wurde Polypropylen (PP) benutzt, wodurch die Hologramme problemlos verwendet werden konnten.
Das Polypropylen durchlief folgende Schritte:
- Zwei Schichten Tinte (normalerweise weiße Farbe) wurde auf beiden Seiten aufgetragen, die Felder für die Hologramme wurden ausgelassen.
- Der Zuschnitt brachte das Material auf die passende Größe für die Druckmaschinen.
- Für den Druck wurde normaler Offset-, Tief- und Hochdruck verwendet.
- Die Schutzschicht ermöglichte längere Haltbarkeit.

### Tyvek
Die ersten Banknoten aus synthetischem Polymer, die offiziell als Zahlungsmittel ausgegeben worden sind, stammen aus Haiti (1979/80). Sie wurden aus Tyvek gefertigt, einem weißen Werkstoff aus miteinander verschweißten Polyethylen-Fasern. Dieses papierartige Spinnvlies enthält keinerlei Farb- und Füllstoffe oder Bindemittel. Es ist ein dauerhaftes „synthetisches Papier“ mit vorteilhaften Eigenschaften wie Wasserfestigkeit, Flexibilität und Leichtigkeit.
Tyvek war ein Gemeinschaftsprodukt von DuPont und der ABNC (American Bank Note Company). Das Material wurde später weiterentwickelt, es entstanden zwei weitere Arten, Certibond und Bradvek. Da DuPont sein Tyvek hatte patentieren lassen, konnten es auch andere Firmen gegen die Lizenzgebühren herstellen. Es wurden auch Versuche unternommen, eine Art Wasserzeichen in das Spinnvlies einzubauen.
Ziel der Entwicklung war, dieses Material wegen der genannten Vorteile für Banknoten zu nutzen, insbesondere für kleinwertige Noten, um die Kosten für den Banknotendruck zu reduzieren. Dies geschah Ende der siebziger Jahre und war Anfang der Achtziger in Haiti (1, 2, 50, 100, 250 und 500 Gourdes) so erfolgreich, dass der gesamte Geldumlauf auf Tyvek umgestellt wurde. Weitere Länder wie Costa Rica (20, 100 Colones), Ecuador (10 und 100 Sucres), El Salvador (5, 10 Colones), Honduras (10 Lempiras) und Venezuela (10, 20 Bolivares) folgten dem Beispiel und ließen Testdrucke fertigen. Kurze Zeit später kam auch auf der Isle of Man eine Banknote (1 Pound) hinzu.
Allerdings zeigten sich auch Probleme. So berichtete Dr. Heinz-Wilhelm Thiede vom Verein der Deutschen Geldschein- und Wertpapiersammler im Jahrbuch 1996 von Nachteilen bei Griffigkeit und Farbhaftung sowie von Schwierigkeiten beim Einbau von Sicherungstechniken. Die Tyvek-Banknoten wurden wieder eingezogen, die Testdrucke der anderen Länder wurden nicht realisiert und teilweise vernichtet, Tyvek wurde nicht mehr weiterproduziert. Wenige Exemplare befinden sich heute in Sammlerhänden. Nachfragen bei diversen Banken bestätigen nicht einmal die real existierenden Testdrucke. Nicht nur die ABNC hatte Testreihen mit Tyvek unternommen, auch Testbanknoten von Bradbury Wilkinson und Silba International (DuraNote) sind auf dem Sammlermarkt aufgetaucht.
Im Jahr 2001 wurden wieder einige Tyvek-Noten gedruckt. Vor dem Jahrtausendwechsel hatten findige Geschäftsleute die „Chatham Island Note Corporation“ gegründet und am 1. Januar 2000 die ersten Banknoten des Millenniums ausgegeben. Sie stehen im Guinness-Buch der Rekorde als „Millennium-Noten“ und bestanden aus einer neuen Art Plastik, dem Generic Plastic. Im folgenden Jahr kam ein Satz im bekannten Tyvek-Material in die Sammlerhände (3, 5, 8, 10, 15 Dollar). Diese „Banknoten“ waren aber kein Zahlungsmittel, sondern nur lokales Geld mit dem Status eines Gutscheins. Die Staatsbank von Neuseeland duldete diese Noten, solange sie auf der Insel Chatham Island blieben.